# Confederación Africana de Ciclismo

Logo de la Confederación Africana de Ciclismo

La Confederación Africana de Ciclismo (CAC) es la institución que representa a las federaciones nacionales africanas de ciclismo a nivel competitivo ante la Unión Ciclista Internacional. Asimismo, es la responsable de organizar periódicamente las competiciones continentales correspondientes.
Tiene su sede en la ciudad de El Cairo (Egipto) y el presidente en funciones desde 2013 es el egipcio Mohamed Wagih Azzam.

## Federaciones nacionales
En 2014 la CAC cuenta con la afiliación de 51 federaciones nacionales.
| N.º | País                            | Federación                                    | Página web                                            |
| --- | ------------------------------- | --------------------------------------------- | ----------------------------------------------------- |
| 1   | Argelia                         | Federación Argelina de Ciclismo               | Archivado el 26 de agosto de 2014 en Wayback Machine. |
| 2   | Angola                          | Federación Ciclista de Angola                 |                                                       |
| 3   | Benín                           | Federación Beninesa de Ciclismo               |                                                       |
| 4   | Botsuana                        |                                               |                                                       |
| 5   | Burkina Faso                    | Federación Burkinesa de Ciclismo              |                                                       |
| 6   | Burundi                         | Federación Burundesa de Ciclismo              |                                                       |
| 7   | Cabo Verde                      |                                               |                                                       |
| 8   | Camerún                         | Federación Camerunesa de Ciclismo             |                                                       |
| 9   | República Centroafricana        | Federación Centroafricana de Ciclismo         |                                                       |
| 10  | Chad                            |                                               |                                                       |
| 11  | República del Congo             | Federación Congolesa de Ciclismo              |                                                       |
| 12  | Costa de Marfil                 | Federación Marfileña de Ciclismo              |                                                       |
| 13  | República Democrática del Congo | Federación Ciclista de la República del Congo |                                                       |
| 14  | Egipto                          | Federación Ciclista Egipcia                   |                                                       |
| 15  | Eritrea                         | Federación Nacional Ciclista de Eritrea       |                                                       |
| 16  | Etiopía                         | Federación Ciclista de Etiopía                |                                                       |
| 17  | Gabón                           | Federación Gabonesa de Ciclismo               |                                                       |
| 18  | Gambia                          | Asociación Ciclista de Gambia                 |                                                       |
| 19  | Ghana                           | Asociación Ciclista de Ghana                  |                                                       |
| 20  | Guinea                          | Federación Guineana de Ciclismo               |                                                       |
| 21  | Guinea-Bisáu                    |                                               |                                                       |
| 22  | Guinea Ecuatorial               |                                               |                                                       |
| 23  | Kenia                           | Asociación Ciclista de Kenia                  |                                                       |
| 24  | Lesoto                          | Asociación Ciclista de Lesoto                 |                                                       |
| 25  | Liberia                         | Asociación Nacional Ciclista de Liberia       |                                                       |
| 26  | Libia                           | Federación Ciclista de Libia                  |                                                       |
| 27  | Madagascar                      | Federación Malgache de Ciclismo               |                                                       |
| 28  | Malaui                          | Federación Ciclista de Malawi                 |                                                       |
| 29  | Mali                            | Federación Maliense de Ciclismo               |                                                       |
| 30  | Marruecos                       | Real Federación Marroquí de Ciclismo          |                                                       |
| 31  | Mauricio                        | Federación Mauriciana de Ciclismo             |                                                       |
| 32  | Mauritania                      | Federación Mauritana de Ciclismo              |                                                       |
| 33  | Mozambique                      | Federación Mozambiqueña de Ciclismo           |                                                       |
| 34  | Namibia                         | Federación Ciclista de Namibia                |                                                       |
| 35  | Nigeria                         | FEderación Ciclista de Nigeria                |                                                       |
| 36  | Ruanda                          | Federación Ruandesa de Ciclismo               |                                                       |
| 37  | Santo Tomé y Príncipe           | Federación Santotomense de Ciclismo           |                                                       |
| 38  | Senegal                         | Federación Senegalesa de Ciclismo             |                                                       |
| 39  | Seychelles                      | Asiciación ciclista de Seychelles             |                                                       |
| 40  | Sierra Leona                    | Asociación Nacional Ciclista de Sierra Leona  |                                                       |
| 41  | Somalia                         | Federación Ciclista Somalí                    |                                                       |
| 42  | Sudáfrica                       | Ciclismo Sudáfrica                            |                                                       |
| 43  | Sudán                           | Federación Ciclista de Sudán                  |                                                       |
| 44  | Suazilandia                     | Asociación Ciclista de Suazilandia            |                                                       |
| 45  | Tanzania                        | Asociación Ciclista de Tanzania               |                                                       |
| 46  | Togo                            | Federación Togolesa de Ciclismo               |                                                       |
| 47  | Túnez                           | Federación Tunecina de Ciclismo               |                                                       |
| 48  | Uganda                          | Asociación Ciclista de Uganda                 |                                                       |
| 49  | Yibuti                          |                                               |                                                       |
| 50  | Zambia                          | Asociación Ciclista de Zambia                 |                                                       |
| 51  | Zimbabue                        | Asociación Ciclista de Zimbabue               |                                                       |